# Église Saint-Jean-Baptiste de Villepinte
L'église Saint-Jean-Baptiste est une église située en France sur la commune de Villepinte, dans le département de l'Aude en région Occitanie.
Elle fait l'objet d'une inscription au titre des monuments historiques depuis le 16 novembre 1949.

## Localisation
L'église est située sur la commune de Villepinte, dans le département français de l'Aude.

## Historique
L'édifice est inscrit au titre des monuments historiques en 1949.